# Dakota Wizards 2007-2008
La stagione 2007-08 dei Dakota Wizards fu la 2ª nella NBA D-League per la franchigia.
I Dakota Wizards arrivarono primi nella Central Division con un record di 29-21, venendo poi eliminati al primo turno dei play-off dai Sioux Falls Skyforce.

## Roster
| N° | Naz.                         | Ruolo | Sportivo          | Anno | Alt. | Peso |
| -- | ---------------------------- | ----- | ----------------- | ---- | ---- | ---- |
|    | Stati Uniti (bandiera)       | P     | Tony Gipson       | 1982 | 185  | 86   |
|    | Stati Uniti (bandiera)       | P     | David Bell        | 1981 | 185  | 88   |
|    | Stati Uniti (bandiera)       | A     | Andre Patterson   | 1983 | 203  | 97   |
|    | Stati Uniti (bandiera)       | A     | Michael Peeples   | 1985 | 201  | 95   |
| 6  | Stati Uniti (bandiera)       | G     | Blake Ahearn      | 1984 | 188  | 86   |
| 10 | Stati Uniti (bandiera)       | G     | Rod Benson        | 1984 | 208  | 107  |
| 12 | Stati Uniti (bandiera)       | G     | Dontell Jefferson | 1983 | 196  | 88   |
| 14 | Stati Uniti (bandiera)       | G     | Perrin Johnson    | 1984 | 196  | 90   |
| 15 | Stati Uniti (bandiera)       | G     | Carlos Powell     | 1983 | 201  | 102  |
| 21 | Trinidad e Tobago (bandiera) | A     | Kibwe Trim        | 1984 | 208  | 108  |
| 22 | Stati Uniti (bandiera)       | A     | David Palmer      | 1982 | 201  | 97   |
| 23 | Stati Uniti (bandiera)       | G     | Maurice Baker     | 1979 | 185  | 79   |
| 41 | Stati Uniti (bandiera)       | A     | William Frisby    | 1981 | 203  | 106  |
| 54 | Stati Uniti (bandiera)       | C     | Kevin Lyde        | 1980 | 208  | 130  |

## Staff tecnico
- Allenatore: Duane Ticknor
- Vice-allenatore: Dean Martin
- Preparatore atletico: Ray Hall